# Чепелів
Че́пелів — село в Україні, у Сновській міській громаді Корюківського району Чернігівської області. Населення становить 306 осіб. До 2016 орган місцевого самоврядування — Чепелівська сільська рада.

## Географія
У селі річка Березівка впадає у річку Турчанку, ліву притоку Снові.

## Історія
Станом на 2016 рік у селі практично не залишилось молоді.
12 червня 2020 року, відповідно до розпорядження Кабінету Міністрів України № 730-р «Про визначення адміністративних центрів та затвердження територій територіальних громад Чернігівської області», увійшло до складу Сновської міської громади.
19 липня 2020 року, в результаті адміністративно-територіальної реформи та ліквідації Сновського району, село увійшло до складу Корюківського району.

## Роди
В 1858 р. козацька громада Чепелева складалася з 43 осіб, які належали до таких родів: Колониця, Коненко, Красовський, Міщенко, Фесенко.

## Населення

### Мова
Розподіл населення за рідною мовою за даними перепису 2001 року:
| Мова       | Кількість | Відсоток |
| ---------- | --------- | -------- |
| українська | 297       | 97.06%   |
| російська  | 8         | 2.61%    |
| білоруська | 1         | 0.33%    |
| Усього     | 306       | 100%     |

## Відомі люди
- Данильченко Уляна Денисівна (у шлюбі Марчишина) (1906 — ?) — українська громадська діячка у Харбіні (Китай)